# Acer stachyophyllum

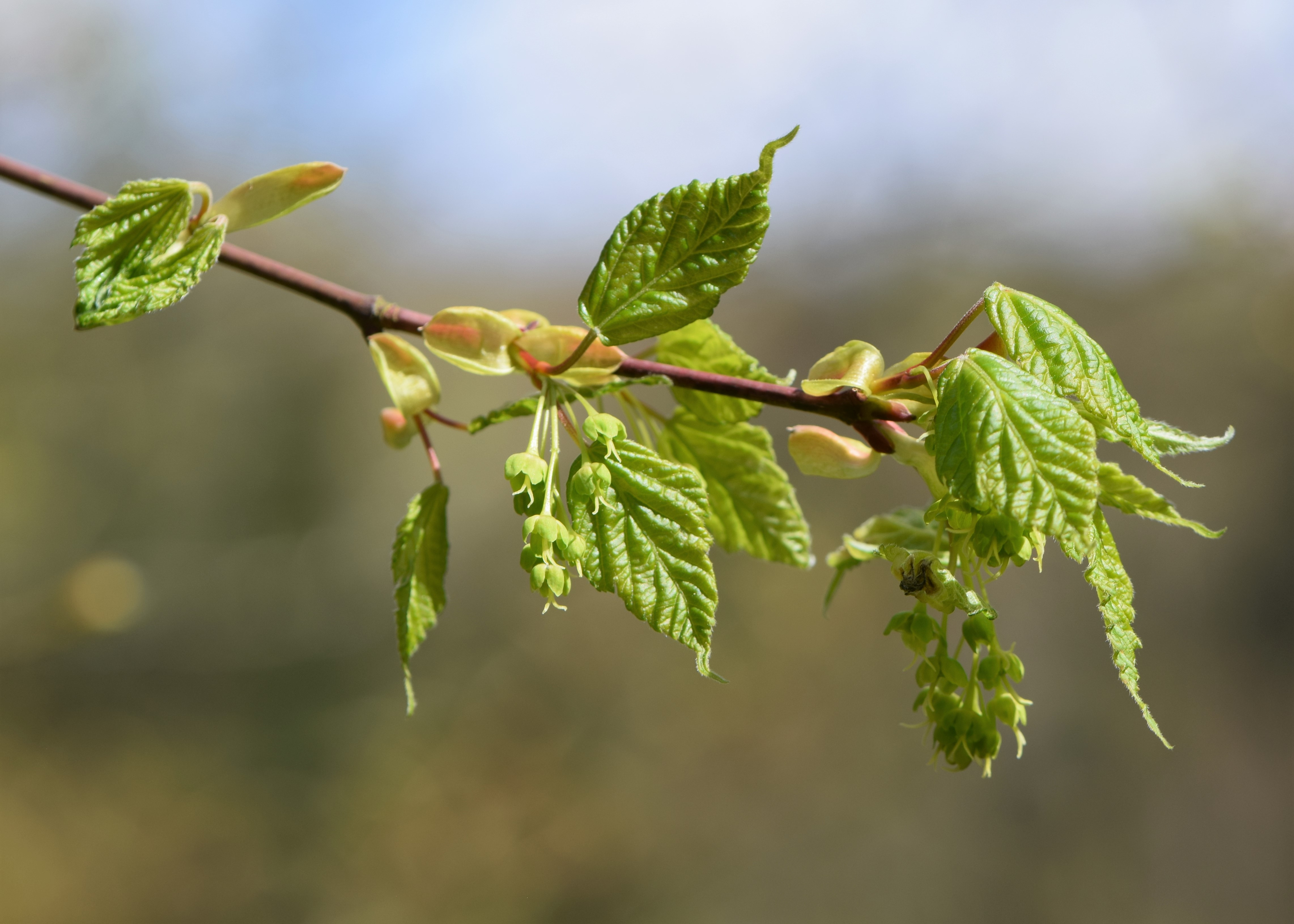
Weibliche Blütenstände

Acer stachyophyllum ist eine Pflanzenart aus der Gattung der Ahorne (Acer) in der Familie der Seifenbaumgewächse (Sapindaceae).

## Beschreibung

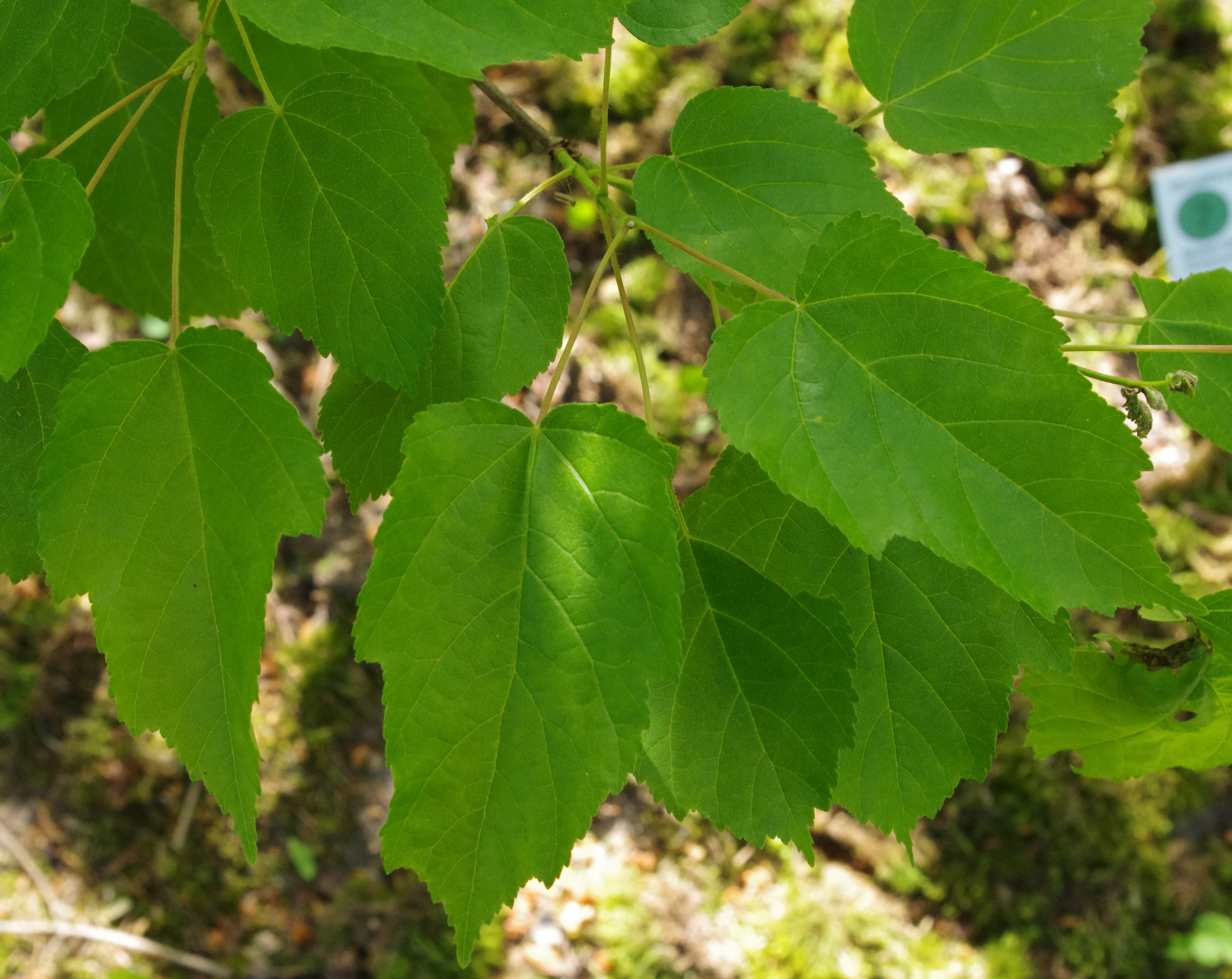
Leicht gelappte bis grob gezähnte Laubblätter

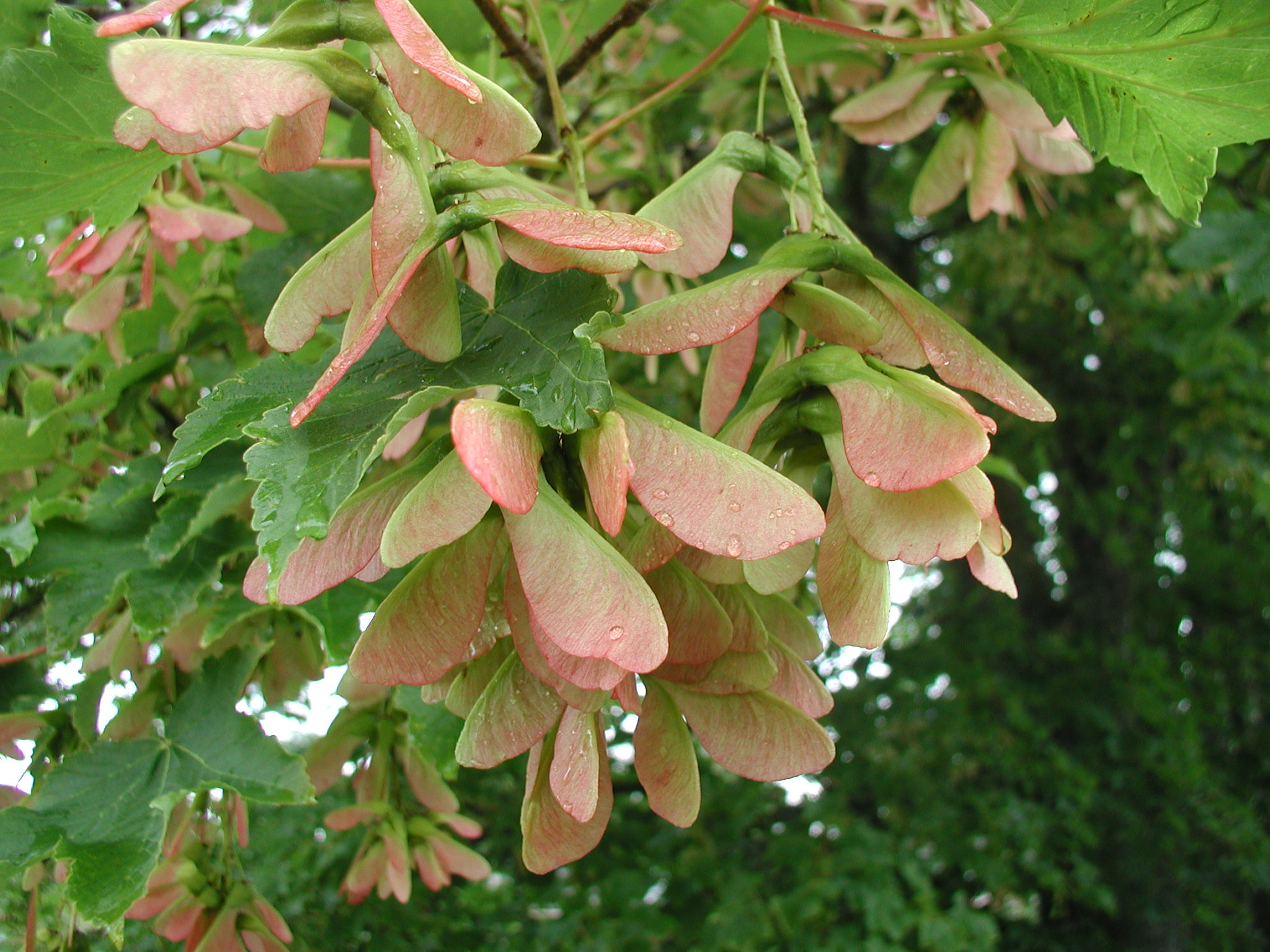
Junge Früchte von Acer stachyophyllum subsp. betulifolium

### Vegetative Merkmale
Acer stachyophyllum ist ein kleiner, laubabwerfender Baum und erreicht Wuchshöhen bis über 15 Metern. In Mitteleuropa bleibt er meist ein großer, vielstämmiger Strauch. Gelegentlich sind Wurzelausläufer zu beobachten. Die glatte Rinde ist kahl und grünlich-grau bis -braun sowie gelegentlich weiß gestreift. Die Knospen sind strahlend rot, die Knospenschuppen haben eine ungewöhnliche zweilappige Form.
Die gegenständig an den Zweigen angeordneten Laubblätter sind in Blattstiel und -spreite gegliedert. Der Blattstiel ist bis 8 Zentimeter lang. Die meist eiförmige und leicht ledrige Blattspreite ist bei einer Länge von 5 bis 11 Zentimetern sowie einer Breite bis etwa 7 Zentimetern nicht gelappt oder höchstens leicht dreizähnig, meist sind die Seitenlappen sehr reduziert, oder manchmal dreilappig. Die Blattspitze ist zugespitzt bis geschwänzt oder spitz, der Blattrand ist gröber bis feiner, einfach bis doppelt gesägt. Die Lappen sind, wenn vorhanden, spitz. Die Basis ist leicht herzförmig bis abgerundet oder gestutzt bis stumpf. Die Blattoberseite ist dunkel-grün, die -unterseite heller und beim Blattaustrieb behaart, bis auf die Blattadern verliert sich meist diese Behaarung später. Die Herbstfärbung ist gelb.

### Generative Merkmale
Acer stachyophyllum ist zweihäusig getrenntgeschlechtig. Wenige Blüten sind in einem traubigen oder schirmrispigen Blütenstand angeordnet. Die männlichen Blütenstände stehen in den Blattachseln, die weiblichen Blüten stehen endständig an Kurztrieben. Die Blüten erscheinen mit den Blättern.
Die gelb-grüne, eingeschlechtige und gestielte Blüte ist radiärsymmetrisch und meist vier- oder fünfzählig mit doppelter Blütenhülle. Die  männlichen Blüten enthalten meist vier bis sechs Staubblätter. Es ist jeweils eine Nektarscheibe vorhanden.
Die Flügel der zweiteiligen Flügelnussfrüchte stehen in einem spitzen bis stumpfen Winkel zueinander. Die einsamige Teilfrüchte sind bis 5,5 Zentimeter lang.
Die Chromosomenzahl beträgt 2n = 26.

## Vorkommen
Acer stachyophyllum kommt im östlichen Himalaya und in der Zentralchina vor. Sie wächst in Bergwäldern in Höhenlagen bis zu 3500 Metern.

## Systematik
die Erstbeschreibung von Acer stachyophyllum wurde 1875 von William Philip Hiern in Joseph Dalton Hooker: Flora of British India, 1, S. 694.
Die Art Acer stachyophyllum gehört zur Sektion Arguta in der Gattung Acer. Eine nahe verwandte Art ist Acer argutum.
Je nach Autor gibt es etwa zwei Unterarten:
- Acer stachyophyllum subsp. betulifolium (Maxim.) De Jong: Die Laubblätter sind kleiner, stärker gelappt, Blattrand stärker gezähnt, Herbstfärbung rot.
- Acer stachyophyllum Hiern subsp. stachyophyllum

Ein Synonym ist Acer tetramerum Pax, wobei nicht klar ist ob es eine eigene Art ist.